# Tả Giang

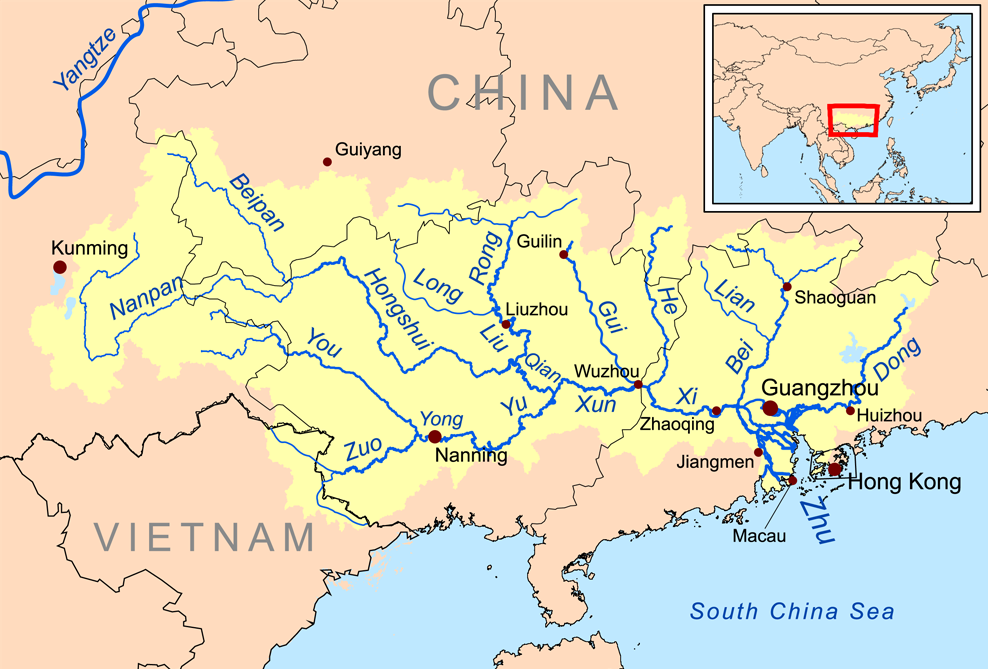
Lưu vực sông Châu Giang ở Trung Quốc. Tả Giang là chi lưu phía tây nam trong bản đồ.

Tả Giang (tiếng Trung: 左江; bính âm: Zuǒjiāng) là một con sông ở phía nam tỉnh Quảng Tây, Trung Quốc. Nó có hai phụ lưu là sông Bằng và sông Kỳ Cùng đều có thượng nguồn ở phía đông bắc Việt Nam. Hai phụ lưu này hợp lưu ở địa phận huyện Long Châu, Sùng Tả. Tả Giang hợp lưu với Hữu Giang ở gần thành phố Nam Ninh thành sông Ung Giang.
Theo mô tả trong Thủy kinh chú, Tả Giang chính là Cần Giang thủy (斤江水) bắt nguồn từ huyện Long Biên của quận Giao Chỉ thời nhà Hán, chảy về phía đông bắc tới huyện Lĩnh Phương thuộc quận Uất Lâm, phía đông nằm ở Uất Lâm.